# هپتادکان
هپتادکان (به انگلیسی: Heptadecane) یک ترکیب شیمیایی با شناسه پاب‌کم ۱۲۳۹۸ است. شکل ظاهری این ترکیب، مایع شفاف بی‌رنگ است.